# Sniper Elite
Sniper Elite (também conhecido como Sniper Elite: Berlin 1945) é um jogo eletrônico de stealth e tiro táctico em terceira pessoa. É o primeiro da série Sniper Elite, foi desenvolvido pela Rebellion Developments e publicado em 2005 pela MC2 France na Europa e pela Namco Hometek na América do Norte. Em 2012, para coincidir com o remake Sniper Elite V2, foi novamente lançado pelo Steam pela própria Rebellion. A sequela, Sniper Elite III, foi lançada em 2014.
Em Sniper Elite o jogador controla Karl Fairburne, um americano agente secreto da OSS, disfarçado como um atirador alemão. Fairburne é designado para a Batalha de Berlim em 1945, durante os últimos dias da Segunda Guerra Mundial, com o objectivo de obter os projectos de tecnologia nuclear alemã antes da União Soviética.
Sniper Elite foi no geral bem recebido pela critica. Ganhou o prémio "Melhor Jogo PC/Consola" nos TIGA de 2005. No website de pontuações agregadas GameRankings, a versão PC de Sniper Elite tem 73.44%, 76.79% para a PlayStation 2, 76.97% para Xbox, e 70% para a Wii.